# Jerachmeel
Jerachmeel ist ein hebräischer Personenname. In der Bibel ist Jerachmeel Sohn des Hezron und Vater von Ram, Buna, Oren, Ozem und Ahija. Mit seiner zweiten Frau Atara hatte er den Sohn Onam (1 Chr 2,26 ). Auf ihn führte man die Ethnie der Jerachmeeliter zurück (vgl. 1 Sam 27  und 1 Sam 30 ).